# Тораєво (Яльчицький район)
Тора́єво (рос. Тораево, чув. Анатри Тимеш) — присілок у складі Яльчицького району Чувашії, Росія. Входить до складу Сабанчинського сільського поселення.
Населення — 192 особи (2010; 240 у 2002).
Національний склад:
- чуваші — 99 %